# MV Sycamore
MV Sycamore je víceúčelová cvičná loď provozovaná s civilní registrací australským námořnictvem. Oficiální označení plavidla je Damen MATV 2300, tedy víceúčelové plavidlo pro letecký výcvik. Primárně slouží k výcviku posádek vrtulníků, sekundárně rovněž pro další druhý výcviku (navigace, vyzvedávání torpéd a min), vlečení terčů, nebo humanitární mise. Ve službě je od roku 2017. Vlastníkem plavidla je společnost DMS Maritime a australské námořnictvo si jej pronajímá.

## Stavba
Plavidlo bylo objednáno v rámci rozsáhlejšího modernizačního programu s označením Air 9000 Phase 7. Vyvinuto bylo na základě oceánské hlídkové lodě typu OPV 2400 nizozemské loděnice Damen Group. Postavily ji vietnamské loděnice Z189 a Damen Song Cam (součást koncernu Damen Group) a obě ve městě Haiphongu. Stavba byla zahájena 21. května 2015, přičemž na vodu byla loď spuštěna 30. srpna 2016. V dubnu 2017 loď úspěšné prošla námořními zkouškami. V srpnu 2017 byla přijata do služby.

## Konstrukce
Na palubě jsou komfortní kajuty pro 19 členů posádky a dalších až 71 osob. Plavidlo je vybaveno vzdušným a hladinovým vyhledávacím radarem Terma SCANTER 6002. Je neozbrojené, ale v případě potřeby je plánována instalace jednoho 76mm kanónu a dvou 30mm kanónů. Na palubě jsou uloženy dva rychlé inspekční čluny RHIB. Na zádi se nachází přistávací plocha a hangár pro jeden vrtulník (např. EC135 T2+, MH-60R Romeo a MRH90 Taipan). Z paluby mohou operovat také bezpilotní stroje (např. Schiebel Camcopter S-100). Pohonný systém tvoří dva diesely Caterpillar 3516C-TA, každý o výkonu 2350 kW, pohánějící prostřednictvím dva převodovek Reintjes LAF 1173 l dva lodní šrouby se stavitelnými lopatkami. Manévrovací schopnosti plavidla zlepšuje příďové dokormidlovací zařízení o výkonu 450 kW. Nejvyšší rychlost dosahuje 23 uzlů. Dosah je 5550 námořních mil při rychlosti 16,2 uzlů.